# Coelogyne kemiriensis
Coelogyne kemiriensis é uma espécie de orquídea epífita, família Orchidaceae, originária de Sumatra.